# Alcatel Idol 4
Alcatel Idol 4 và Idol 4S là những điện thoại thông minh được sản xuất bởi TCL Corporation và được tiếp thị bởi hãng Alcatel Mobile Phones. Họ đã tiết lộ trong Đại hội Thế giới Di động vào tháng 2 năm 2016 và sẽ là sản phẩm được kế thừa của mẫu Idol 3. Những chiếc Idol 4 và 4S được định vị là thiết bị tầm trung, với 4S hoạt động như một model cao cấp hơn với bộ xử lý nhanh hơn với màn hình lớn hơn ở mức 1440p và đi kèm với tai nghe thực tế ảo được bao gồm trong sản phẩm.
Idol 4 được tái thương hiệu bởi BlackBerry Limited như BlackBerry DTEK50, như được công bố vào tháng năm 2016.

## Thông số kỹ thuật
Dòng Idol 4 được thiết kế với khung kim loại và mặt kính. Nó có hệ thống loa hai mặt được phát triển và phối hợp với JBL, với loa ở cạnh trên và dưới của cả hai mặt của thiết bị. Idol 4 được trang bị chip hệ thống Qualcomm Snapdragon 617 octa-core với 3 GB RAM và có màn hình IPS LCD 5,2 inch 1080p. Idol 4S sử dụng Snapdragon 652, với màn hiển thị 5.5-inch với độ phân giải 1440p Super AMOLED. Cả hai mẫu thiết kế đều được trang bị 3 GB RAM, trong đó mẫu thiết kế 4 và 4S có 16 và 32 GB dung lượng lưu trữ nội bộ tương ứng, có thể mở rộng thêm nhờ thẻ nhớ microSD. Ngoài ra có dung lượng pin 2610 và 3000 mAh theo mẫu tương ứng. Cả Idol 4 và 4S đều có camera phía trước 8 megapixel và có camera phía sau 13 và 16 megapixel tương ứng. 4S bao gồm một đầu đọc dấu vân tay gắn phía sau.
Chuỗi series Idol 4 được vận chuyển kèm với Android 6.0 "Marshmallow". Alcatel lên kế hoạch ra mắt Android 7.0 "Nougat" trong tương lai tới. Về mặt khác"Boom Key" của thiết bị có thể được dùng để kích hoạt một số tính năng trên thiết bịi, chẳng hạn như đánh thức điện thoại trực tiếp bằng camera, tăng cười chất lượng âm nhạc, and kích hoạt nitro trong chuỗi game đua xe đình đám Asphalt. Giá bán lẻ của gói Idol 4S tăng gấp đôi khi được trang bị bộ kính thực tế ảo mà được tích hợp sẵn ở trên điện thoại.

## Đón nhận
Verge coi Idol 4S là một nỗ lực của Alcatel nhằm hướng tới thị trường cao cấp hơn, thay thế nhựa mà được sử dụng trên các mẫu Idol trước đó bằng vật liệu chất lượng cao hơn và khung máy "được xây dựng tốt". Màn hình Quad HD được khen ngợi là tốt hơn so với Nexus 6P, mặc dù không "sáng chói" dưới ánh sáng mặt trời trực tiếp như màn hình của Samsung. Hệ thống loa cũng được coi là "mạnh mẽ", được thuyết lại rằng " Đã đem tới sự xấu hổ cho dòng máy Galaxy S7 Edge và thực sự đã làm công lý cho đĩa đơn the new Justice." Các tính năng của Boom Key được chỉ định là "không đặc biệt hữu ích" và "chắc chắn không đủ quan trọng" để yêu cầu khóa chuyên dụng. Hiệu suất của Idol 4S được coi là tốt, giải thích rằng "nó có thể không ấn tượng trên bảng thông số kỹ thuật, nhưng trong thế giới thực, tôi đã phải vật lộn để tìm sự khác biệt về hiệu suất giữa 4S và điện thoại mạnh hơn [Snapdragon 820 của Qualcomm]. " Máy ảnh được trang bị không có tính năng ổn định về hình ảnh quang học và có chất lượng thấp hơn so với các đối thủ. Kết luận, The Verge cảm thấy rằng Idol 4S "không gây thất vọng", nhưng không có đủ chức năng đặc biệt để khiến nó nổi bật so với các đối thủ lớn ở mức giá của nó.
VentureBeat coi hộp tai nghe VR là một "giá trị gia tăng thông minh" có thể là "một cách tốt để di chuyển thị trường thực tế ảo của Oculus về độ cao cả của nó". Verge coi tai nghe là thoải mái, nhưng hạn chế so với Samsung Gear VR vì mức độ chức năng thấp, thiếu điều chỉnh ống kính và thiếu quan hệ đối tác nội dung (như với Oculus và Gear VR) ngoài khả năng tương thích Google Cardboard.

## Phiên bản Windows 10
Vào ngày 10 tháng 11 năm 2016, Alcatel đã tiết lộ một phiên bản Idol 4S chạy Windows 10 Mobile, cùng với T-Mobile US là đối tác ra mắt. Phiên bản Windows 10 của Idol 4S bao gồm các thay đổi từ phiên bản Android như là thay đổi chip trên hệ thống sang Qualcomm Snapdragon 820 và 4 GB RAM, camera phía sau 21 megapixel và thay thế màn hình 1440p bằng màn hình 1080p.

## Phiên bản BlackBerry
Vào tháng 7 năm 2016, BlackBerry Limited đã tiết lộ một phiên bản thương hiệu lại của Idol 4 hợp tác với TCL được gọi là BlackBerry DTEK50. Nó tương tự về thông số kỹ thuật và thiết kế so với Idol 4, mặc dù với những thay đổi nhỏ về thiết kế như thay thế mặt lưng bằng kính bằng lớp cao su. Thiết bị này chạy một bản phân phối Android do BlackBerry phát triển, tương tự như thiết bị Android đầu tiên của hãng, chiếc Priv, được sửa đổi với các tính năng bảo mật và hướng đến doanh nghiệp.